# Gare de Rivage
La gare de Rivage est une halte ferroviaire belge de la ligne 43, de Liège (Angleur) à Marloie, située au hameau de Rivage sur le territoire de la commune de Sprimont, en Région wallonne dans la province de Liège.
Elle est mise en service en 1869 par la Grande Compagnie du Luxembourg. C'est une gare de la Société nationale des chemins de fer belges (SNCB) desservie par des trains InterCity (IC), Omnibus (L) et Heure de pointe (P).

## Situation ferroviaire
Établie à 119 mètres d'altitude, la gare de bifurcation de Rivage est située au point kilométrique (PK) 20,10 de la ligne 43, de Liège (Angleur) à Marloie, entre les gares ouvertes de Poulseur et de Comblain-La-Tour. Elle est l'origine de la ligne 42, Rivage - Gouvy-frontière, avant la gare ouverte d'Aywaille.

## Histoire
La station de Rivage est mise en service en 1868 ou 1869 par la Grande compagnie du Luxembourg, sur la ligne de l'Ourthe d'Angleur à Marloie en service depuis 1866. Il s'agit alors d'une gare industrielle dont l'existence n'est pas mentionnée chaque année. La GCL est nationalisée en 1873 par les Chemins de fer de l'État belge. En 1878, Rivage a le statut de halte et le chemin menant à Chanxhe est amélioré.
Le 20 janvier 1885, une nouvelle ligne est inaugurée entre Rivage et Trois-Ponts via Stoumont, afin de relier la basse ligne de l'Ourthe à la portion sud de la Jonction grand-ducale. Rivage devient alors une station, dotée d'un bâtiment identique à toutes les gares de la ligne de l'Amblève (Rivage - Trois-Ponts), section de l'actuelle ligne 42. Au cours du XXe siècle, elle finira même par éclipser la gare toute proche de Comblain-au-Pont, qui finira par fermer en 1993.
En 2001, la gare est rénovée, avec notamment un sablage des façades, une remise en état de la salle d'attente, des guichets, et de la marquise.

## Service des voyageurs

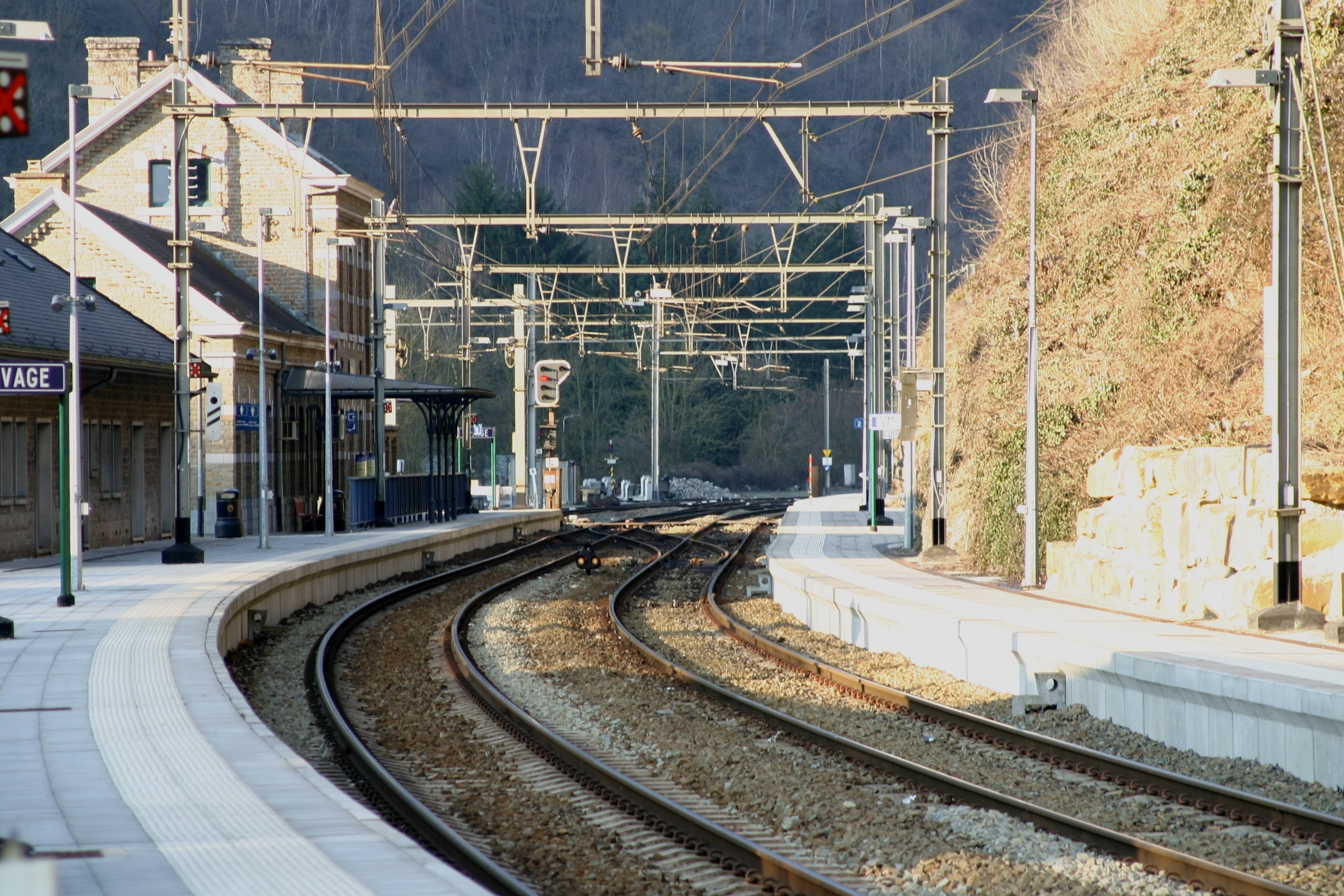
Intérieur de la gare.

### Accueil
Halte SNCB, elle dispose d'un distributeur automatique de titres de transport. Un service pour les personnes à la mobilité réduite est assuré tous les jours sur réservation.

### Dessertes
Rivage est desservie par des trains InterCity (IC), Omnibus (L) et Heure de pointe (P) de la SNCB.
En semaine, on retrouve :
- des trains IC-33 entre Liège-Guillemins et Luxembourg, toutes les heures ;
- des trains L entre Liers et Marloie ou Rochefort-Jemelle, toutes les heures ;
- un train P entre Rochefort-Jemelle et Liège-Saint-Lambert, le matin, et un vers Rochefort-Jemelle l’après-midi ;
- un train P entre Liège-Saint-Lambert et Marloie le matin ;
- un train P entre Liège-Saint-Lambert et Bomal les mercredis midis ;
- deux trains P entre Gouvy et Liège-Guillemins, le matin, et un vers Gouvy l’après-midi.

Les week-ends et jours fériés, la desserte se résume aux IC-33 Liers - Luxembourg et aux trains L Liers - Marloie, qui circulent toutes les deux heures.
En été, un unique train touristique (ICT) circulant entre Liers et Rochefort-Jemelle se rajoute aux trains L de cette relation durant les week-ends.

### Intermodalité
Un parc pour les vélos et un parking pour les véhicules y sont aménagés.

## Comptage voyageurs
Ce graphique et tableau montre le nombre de voyageurs embarquant en moyenne durant la semaine, le samedi et le dimanche.
| Nombre de passagers qui embarquent à la gare de Rivage | Nombre de passagers qui embarquent à la gare de Rivage | Nombre de passagers qui embarquent à la gare de Rivage | Nombre de passagers qui embarquent à la gare de Rivage |
|                                                        | Semaine                                                | Samedi                                                 | Dimanche                                               |
| ------------------------------------------------------ | ------------------------------------------------------ | ------------------------------------------------------ | ------------------------------------------------------ |
| 1977                                                   | 252                                                    | 77                                                     | 72                                                     |
| 1978                                                   | 258                                                    | 111                                                    | 64                                                     |
| 1979                                                   | 231                                                    | 79                                                     | 71                                                     |
| 1980                                                   | 257                                                    | 93                                                     | 89                                                     |
| 1981                                                   | 229                                                    | 50                                                     | 72                                                     |
| 1982                                                   | 188                                                    | 51                                                     | 85                                                     |
| 1983                                                   | 302                                                    | 71                                                     | 52                                                     |
| 1984                                                   | 156                                                    | 23                                                     | 25                                                     |
| 1985                                                   | 140                                                    | 24                                                     | 26                                                     |
| 1986                                                   | 150                                                    | 13                                                     | 12                                                     |
| 1987                                                   | 140                                                    | 14                                                     | 20                                                     |
| 1988                                                   | 126                                                    | 14                                                     | 20                                                     |
| 1989                                                   | 154                                                    | 64                                                     | 43                                                     |
| 1990                                                   | 150                                                    | 74                                                     | 31                                                     |
| 1991                                                   | 189                                                    | 75                                                     | 77                                                     |
| 1992                                                   | 166                                                    | 68                                                     | 85                                                     |
| 1993                                                   | 187                                                    | 72                                                     | 70                                                     |
| 1994                                                   | 202                                                    | 52                                                     | 93                                                     |
| 1995                                                   | 183                                                    | 65                                                     | 37                                                     |
| 1996                                                   | 160                                                    | 89                                                     | 36                                                     |
| 1997                                                   | 150                                                    | 58                                                     | 39                                                     |
| 1998                                                   | 193                                                    | 46                                                     | 41                                                     |
| 1999                                                   | 149                                                    | 61                                                     | 28                                                     |
| 2000                                                   | 156                                                    | 52                                                     | 51                                                     |
| 2001                                                   | 96                                                     | 43                                                     | 192                                                    |
| 2002                                                   | 121                                                    | 30                                                     | 32                                                     |
| 2003                                                   | 149                                                    | 50                                                     | 58                                                     |
| 2004                                                   | 151                                                    | 46                                                     | 40                                                     |
| 2005                                                   | 140                                                    | 46                                                     | 68                                                     |
| 2006                                                   | 121                                                    | 44                                                     | 60                                                     |
| 2007                                                   | 160                                                    | 37                                                     | 61                                                     |
| 2008                                                   | -                                                      | -                                                      | -                                                      |
| 2009                                                   | 153                                                    | 62                                                     | 48                                                     |
| 2010                                                   | -                                                      | -                                                      | -                                                      |
| 2011                                                   | -                                                      | -                                                      | -                                                      |
| 2012                                                   | 196                                                    | 54                                                     | 69                                                     |
| 2013                                                   | 231                                                    | 54                                                     | 76                                                     |
| 2014                                                   | 192                                                    | 98                                                     | 78                                                     |
| 2015                                                   | 178                                                    | 62                                                     | 94                                                     |
| 2016                                                   | 195                                                    | 81                                                     | 77                                                     |
| 2017                                                   | 261                                                    | 86                                                     | 98                                                     |
| 2018                                                   | 200                                                    | 48                                                     | 80                                                     |
| 2019                                                   | 164                                                    | 53                                                     | 63                                                     |
| 2020                                                   | 127                                                    | 43                                                     | 51                                                     |
| 2021                                                   | -                                                      | -                                                      | -                                                      |
| 2022                                                   | 369                                                    | 253                                                    | 195                                                    |
| 2023                                                   | 374                                                    | 92                                                     | 136                                                    |
| 2024                                                   | 448                                                    | 195                                                    | 178                                                    |

Galerie de photographies
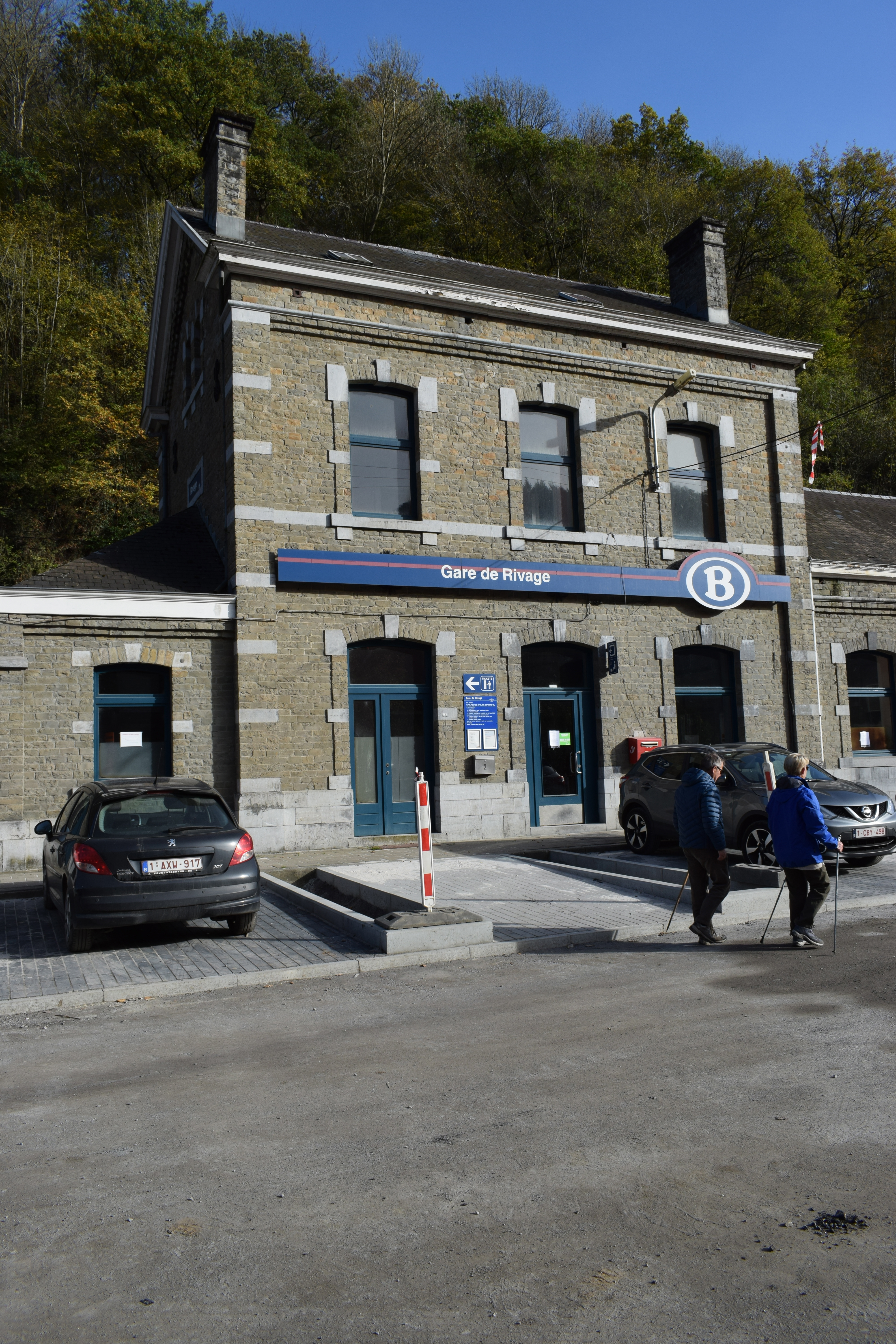
Bâtiment de la gare.
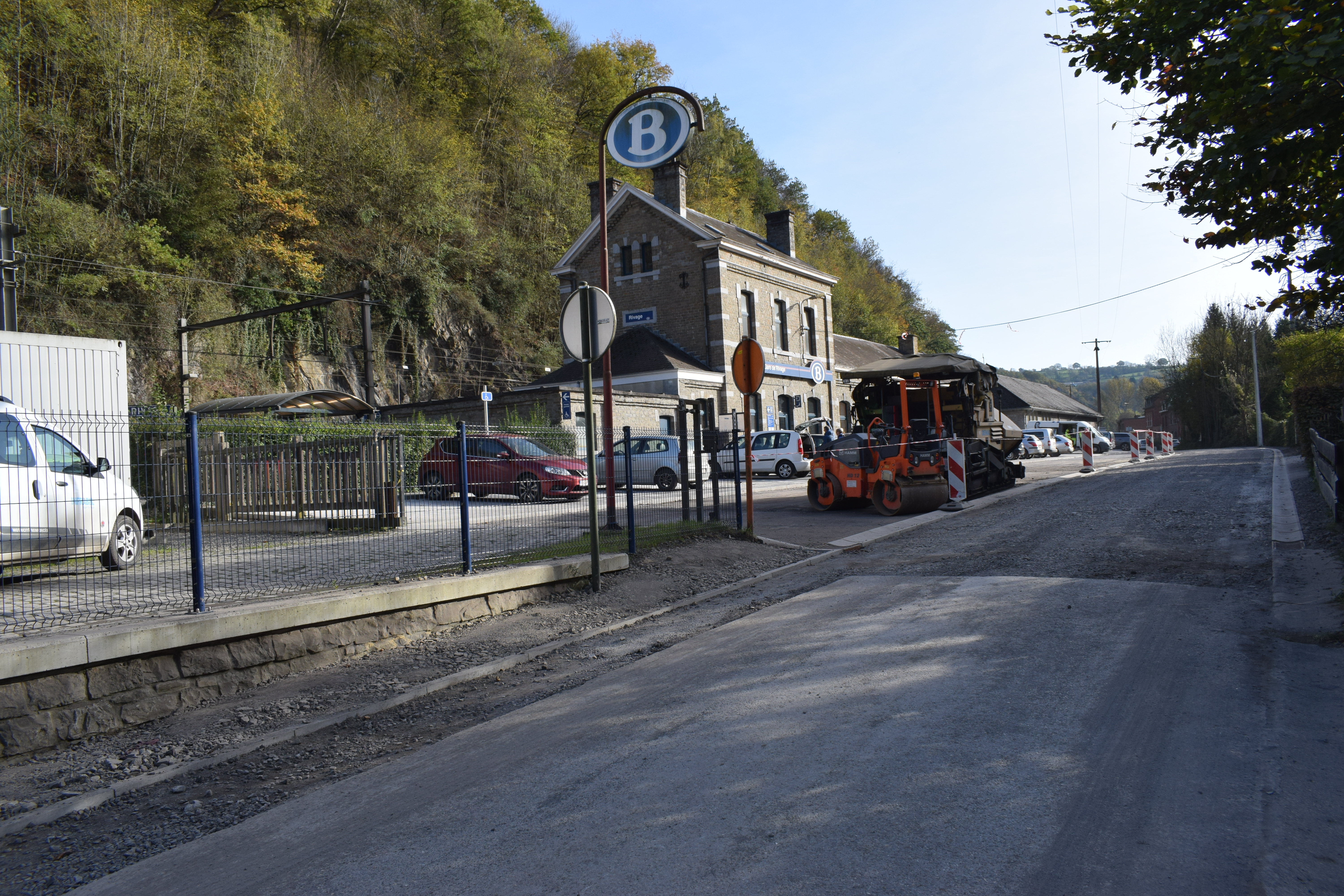
Abords de la gare en 2017.
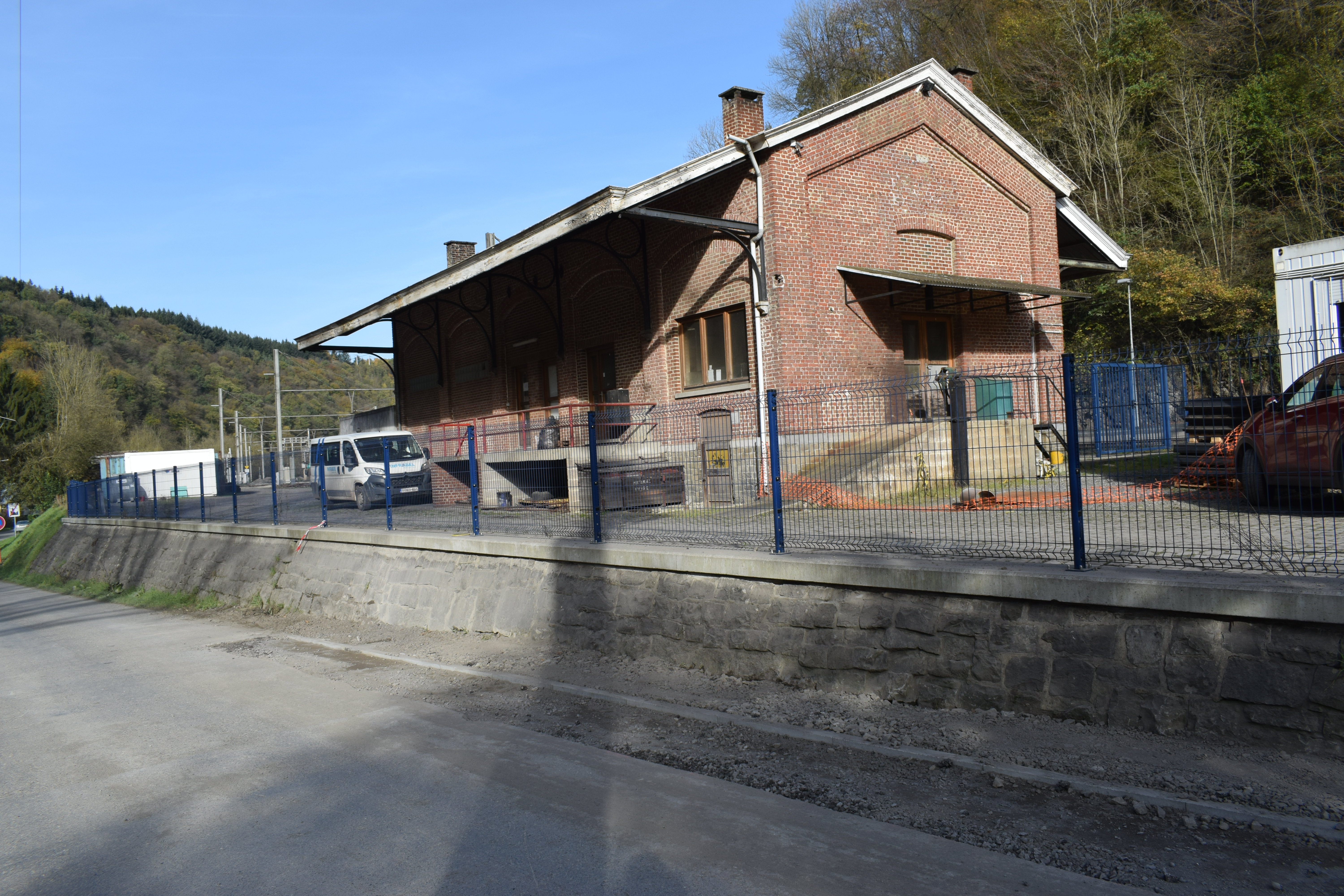
Halle aux marchandises.
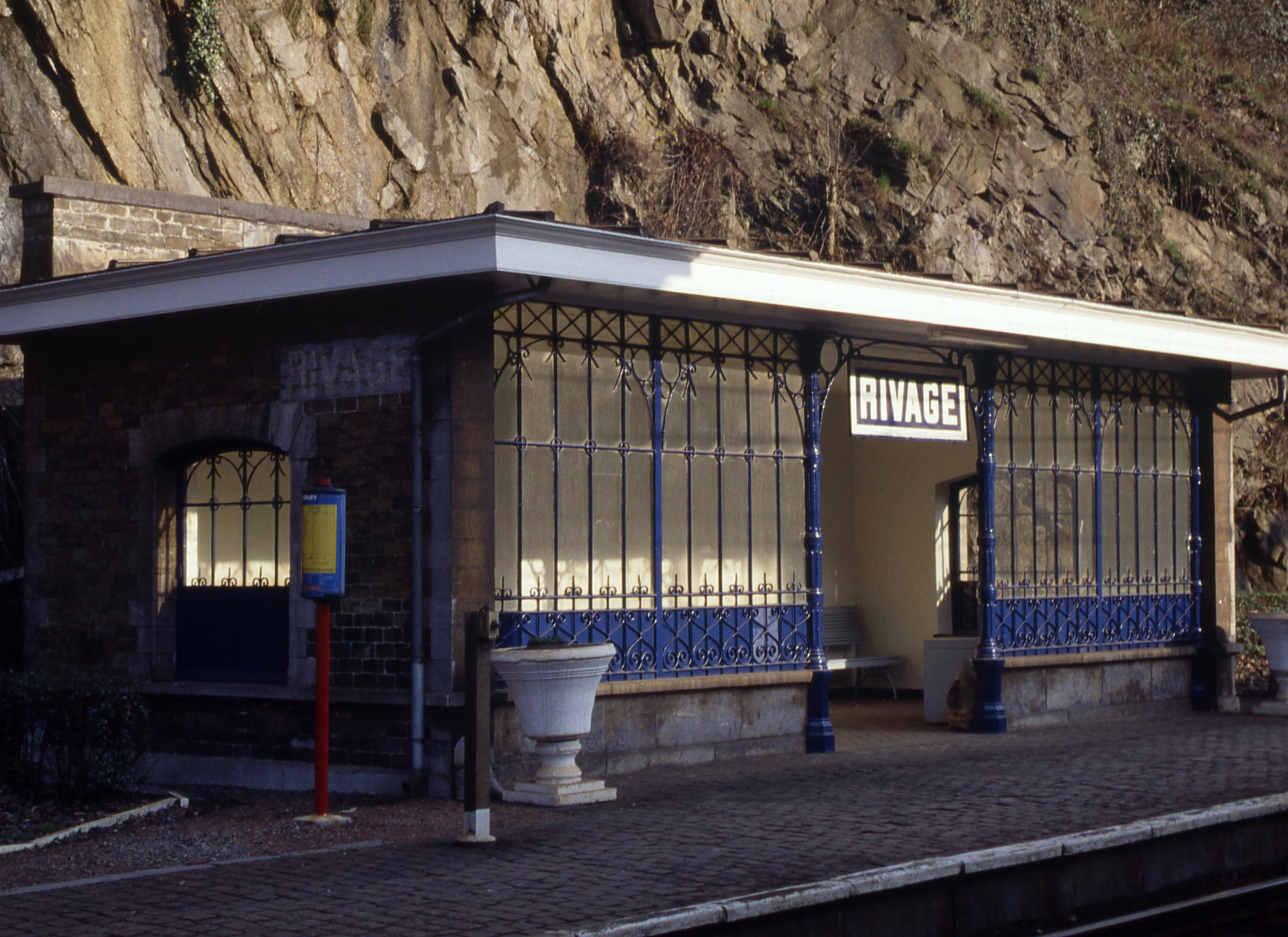
Abri de quai.
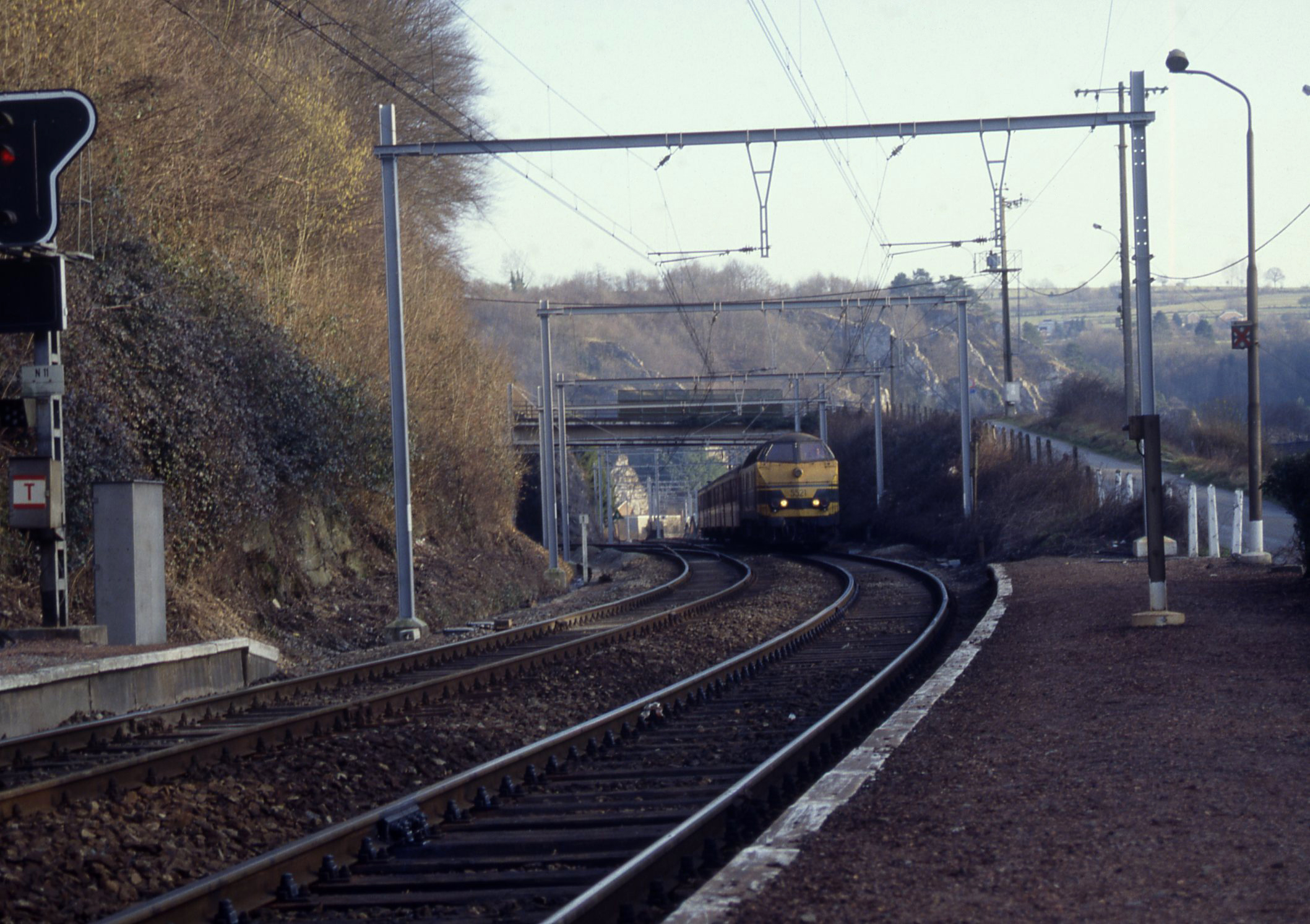
Train de voyageurs venant de Marloie (1995).